# César Fernández Ardavín
César Fernández Ardavín (* 22. Juli 1923 in Madrid; † 7. September 2012 in Boadilla del Monte, Autonome Gemeinschaft Madrid) war ein spanischer Filmregisseur und Drehbuchautor.
César Fernández drehte zwischen 1952 und 1979 über 40 Filme. Seinen größten Erfolg erlebte er, als er auf der Berlinale 1960 mit Der Schelm von Salamanca (El lazarillo de Tormes) den Goldenen Bären gewann. Sein Film konnte sich gegen Filme wie Außer Atem von Jean-Luc Godard und Wer den Wind sät von Stanley Kramer überraschend durchsetzen.

## Filmografie (Auswahl)
- 1957: Das große Heimweh (Y eligio el infierno)
- 1959: Der Schelm von Salamanca (El lazarillo de tormes)
- 1960: Schwarze Rose, Rosemarie (Festival)